# بخش جیند
بخش جیند (به انگلیسی: Jind district) یک منطقهٔ مسکونی در هند است که در Hisar division واقع شده‌است. بخش جیند ۲٬۷۰۲ کیلومتر مربع مساحت و ۱٬۳۳۴٬۱۵۲ نفر جمعیت دارد.